# Zauia (Líbia)
Zauia (em árabe: الزاوية; romaniz.: Zawiya) é uma cidade portuária da Líbia situada na estrada que liga Trípoli à Tunísia, onde está localizada uma refinaria de petróleo.